# Imago urbis
Imago urbis es un documental colectivo para la televisión de 1987 dirigido por Mauro Bolognini, Damiano Damiani, Carlo Lizzani, Luigi Magni, Ermanno Olmi, Folco Quilici, Ettore Scola, Florestano Vancini y Lina Wertmüller.